# Nürtingen
Nürtingen (tiếng Đức: [ˈnʏʁtɪŋən] ⓘ) là một thị trấn thuộc huyện Esslingen, bang Baden-Württemberg, Đức. Nơi đây nằm bên bờ sông Neckar

## Danh sách thị trưởng
- 1819–1828: Gottlob Friedrich Schickhardt
- 1828–1846: Heinrich Schickhardt
- 1846–1868: Karl Friedrich Eßig
- 1868–1896: Ferdinand Wilhelm Schmid (1829–1896)
- 1896–1930: Matthäus Baur
- 1930–1939: Hermann Weilenmann
- 1939–1943: Walter Klemm (NSDAP)
- 1943–1945: August Pfänder, tạm quyền (NSDAP) (1891–1971)
- 1945–1948: Hermann Weilenmann
- 1948–1959: August Pfänder
- 1959–1979: Karl Gonser (1914–1991)
- 1979–2004: Alfred Bachofer (Cử tri tự do) (sinh năm 1942)
- Từ năm 2004: Otmar Heirich (SPD) (sinh năm 1951)

## Địa phương kết nghĩa
Nürtingen kết nghĩa với:
- Oullins, Pháp
- Rhondda Cynon Taf, Wales, Vương quốc Anh
- Soroksár (Budapest), Hungary
- Zerbst, Đức